# 京阪シティモール
京阪シティモール（けいはんシティモール）は、大阪府大阪市中央区にある商業施設である。愛称は「シティモ」。

## 概要
天満橋交差点北西角、京阪電気鉄道天満橋駅の駅ビル内に位置する。2005年5月27日オープン。全12フロア（屋上含む）。売場面積は32,000m2。京阪および地下鉄谷町線天満橋駅、西隣の大阪キャッスルホテルと直結している。京阪電気鉄道の子会社である、京阪流通システムズにより運営されている。
100店舗以上が入居し、開業当時はミドリ電化（現・エディオン）がメインテナントで2フロアを占め、家電専門店としては京阪沿線最大規模であった（現在は1フロアに縮小）。そのほかの集客施設として、屋上ダイニングレストラン「TEN CHOU EN」などがあった。現在はビアガーデン（夏季限定）に改装されている。
天満橋筋を挟んだ東隣には大阪マーチャンダイズ・マートビル（OMMビル）があり、地下通路で連絡している。
2008年5月には京阪天満橋駅の北出入口増設に伴い、大阪水上バスアクアライナーの乗船場がOMMビル前（天満橋港）から移転した。かつての八軒家船着場が復活し、駅と直結された。

## 沿革
駅ビルが竣工した1966年10月1日から、松坂屋大阪店が堺筋の日本橋から移転し入居していた。だが、移転以降も業績は芳しくなく、業績回復のために人気テナントの導入や業態転換などさまざまな手段を講じたが、恒常的な売上不振を理由に2003年10月21日の取締役会において、くずは店とともに閉店することを決定し、翌2004年5月5日をもって閉店した。折りしも建設中の中之島線の起点駅は天満橋駅になることが決定しており、天満橋に新しい商業施設の必要性を感じていた京阪は、松坂屋跡地を「京阪モール」「くずはモール」に続く“3番目のモール”とすることを決定する。
当初は松坂屋撤退の半年後（2004年秋頃）をオープン目標としていたが、松坂屋とのビル賃貸借契約が10月まで残っていたため全面改装に取りかかれず、オープン時期を変更した（ただし、地下2階の食料品売り場は2004年11月25日に先行オープン）。7階にある松坂屋時代からの有力テナント「ジュンク堂書店」「HMV」は一時撤退と伝えられたが、京阪側の説得により残留した（HMVは2010年5月26日に閉店）。HMV跡地は、ナムコがアミューズメント施設として出店したが、2014年5月6日に閉店した。その後空白期間を挟み、跡地にはジュンク堂書店が増床した。
2012年1月23日、京阪が京阪シティモールと大阪キャッスルホテルの入居する天満橋駅ビルの建て替えを検討していると報道された。これは、天満橋駅周辺地域が同1月20日付で都市再生緊急整備地域の指定を受けたためである。しかしその後は、翌2013年5月から7月にかけて耐震補強工事が行われるにとどまっており、本格的な建て替え計画の公表はない。
2019年春に大規模リニューアルを実施した。地下1階から2階を美装化するとともに、「赤ちゃん本舗」や「成城石井」、京阪沿線初出店の「リンツ ショコラブティック」などが新規出店し、「食」の楽しみ拡大や子育てファミリーに向けた機能を強化した。

## フロア構成
- RF  屋上庭園 ビアガーデン（夏期）
- 8F  シティダイニング天満橋（レストラン街）、ゴルフスクール
- 7F  ジュンク堂書店、カルチャースクール、理容、美容、歯科、カフェ
- 6F  ザ・ダイソー、ユニクロ、エディオン
- 5F  ニトリ
- 4F  無印良品、生活雑貨、インテリア雑貨
- 3F  GU、ABC-MART、時計・宝飾、カフェ
- 2F  アカチャンホンポ、ミセスファッション、リラクゼーション、ベビー・キッズ、英会話学校、カフェ
- 1F  レディースファッション、服飾雑貨、化粧品、バスターミナル
- MB1  スターバックスコーヒー、リンツ ショコラブティック、京阪電鉄改札
- B1  成城石井、ネイル カフェ
- B2  フレスト（食料品）、地下鉄谷町線連絡通路
- B3  駐車場